# زهرا نویدپور
زهرا نویدپور (زاده ۱۳۶۹ - درگذشته ۱۶ دی ۱۳۹۷ در ملکان) اهل ملکان بود که علیه سلمان خدادادی، نماینده ملکان در مجلس دهم و رئیس وقت کمیسیون اجتماعی مجلس، اقامه دعوی کرد. او این نمایندهٔ مجلس را به تجاوز، آزار جنسی و سوءاستفاده از موقعیت متهم کرد. جسد او در ۱۶ دی ۱۳۹۷ در خانهٔ مادری او در شهر ملکان پیدا شد.

## زندگی شخصی
زهرا نویدپور، متولد ۱۳۶۹ در ملکان بود گفته می‌شود او به واسطهٔ همکاری سابق پدرش و خدادادی در سپاه، برای کار به این نمایندهٔ مجلس مراجعه کرده بود. همچنین گفته می‌شود او از همسرش طلاق گرفته بود.

## پیگیری از مجلس و رد اعتبار نامه سلمان خدادادی در مجلس هشتم
اتهامات علیه سلمان خدادادی ابتدا در سال ۱۳۸۷ در مجلس هفتم مطرح گردیده و توسط ۲ نماینده مجلس فاطمه آلیا و فاطمه رهبر پیگیری شد و در ادامه با شروع بکارت مجلس هشتم، اعتباره نامه وی توسط کمیسیون بررسی اعتبارنامه رد شد. فاطمه آلیا دربارهٔ رد اعتبار نامه وی می‌گوید:ایشان (خدادادی) گفتند این حرفها همه اش اتهام است و افرادی در قوه قضاییه این اتهام را به من می‌زنند که موضوع تحقیق و تفحص از قوه را به حاشیه برانند و ما نیز از وی سؤال می‌کردیم که در بین این تعداد از نمایندگان، چرا باید به تخریب شما بپردازند. این موضوع ادامه داشت تا اینکه مجلس هشتم تشکیل شد و ایشان مجدداً از همان حوزه انتخابیه (ملکان) رای آوردند. در این فاصله اطلاعات شفاهی و مکتوب دربارهٔ موضوع پیش آمده، از همان حوزه انتخابی ایشان برای ما می‌رسید که جزئیات را می‌گفتند و شهادت می‌دادند که آن ارباب رجوع مورد ظلم واقع شده است و از ما می‌خواستند که به قسم نمایندگی مان پایبند باشیم و اینطور نباشد که از ظالم حمایت کنیم. همین‌طور این مراجعات حضوری و تماس‌های مردم با ما ادامه داشت. حتی روحانیون آن منطقه حضوری به مجلس مراجعه کرده و با ما صحبت کردند. عده ای تلفنی با ما صحبت می‌کردند و عده ای هم حضوری به مجلس مراجعه می‌کردند. یادم هست که یک روزی هم یکی از ائمه جمعه منطقه هم حضوری به مجلس آمدند. وقتی مراجعات بالا گرفت و اطلاعاتی از منابع موثق در منطقه به دست ما رسید، ما بدون آنکه از پیش قضاوت کنیم که ماجرا درست است یا غلط، در شروع مجلس هشتم که طبق آیین‌نامه اعتبار نامه‌های نمایندگان مطرح می‌شود، در شعبه‌ای به ریاست آقای حسینیان که من هم عضو آن شعبه بودم، و روال این است که یک به یک پرونده‌ها مطرح می‌شود، اگر در مورد پرونده‌ای انقلت و تأملی وجود دارد، آن پرونده را متوقف می‌کنند. ما روی پرونده سلمان خدادادی اعتراض کردیم. تا در نهایت از همکاران دیگر ما در مجلس که این خانم هم به آنها مراجعه کرده بود، به شعبه مراجعه کرده و کلیه اطلاعات خود و جزئیاتی که آن ارباب رجوع گفته بود را در این رابطه برای شعبه، مکتوب نوشتند. روال مجلس به این صورت است که هرگاه اعتبار نامه ای برای بررسی در شعبه، متوقف می‌شود، از شعبه نیز به کمیسیون تحقیق ارجاع داده می‌شود. وظیفه کمیسیون تحقیق هم این است که بر روی این اعتراض تحقیق بکند. در کمیسیون تحقیق نیز این موضوع با دقت نظر بالایی بررسی شد و تا کمیسیون تحقیق جمع‌بندی نظرات خودش را به هیئت رئیسه ارائه بدهد، دو ماه به طول انجامید.» با اکثریت آرای اعضای شعبه۱۳ بررسی اعتبارنامه‌های نمایندگان اعتبار نامه خدادی را رد کردند. پرونده ایشان به کمیسیون تحقیق ارسال شد و در آنجا نیز به ریاست روح‌الله حسینیان اعتبار نامه وی رد شد. در پی اعتراض سلمان خدادادی منتخب ملکان به رد اعتبارنامه خود مقرر شد در جلسه غیرعلنی و غیررسمی بدون محدودیت وقت اعتبارنامه نامبرده و مسائل مختلفی که دربارهٔ وی مطرح شده مورد بررسی قرار گیرد که این کار صبح امروز (تاریخ چهارشنبه ۲۳ مرداد ۱۳۸۷) صورت گرفت و محمدابراهیم نکونام، رئیس کمیسون تحقیق وقت گزارشی در خصوص دلایل رد اعتبارنامه منتخب مردم ملکان ارائه و خدادادی نیز از خود دفاع کرد. پس از جلسه غیر علنی و غیررسمی نمایندگان ملت موضوع اعتبارنامه منتخب مردم ملکان را در صحن علنی بررسی کردند و پس از استماع گزارش کمیسیون تحقیق و با درنظر گرفتن مباحثی که در جلسه غیرعلنی و غیررسمی مطرح شد، اعتبارنامه سلمان خدادادی منتخب مردم ملکان را تأیید کردند.نهایتاً در صحن مجلس با ۱۴۹ رای موافق، ۷۷ رای مخالف و ۱۷ رای ممتنع در تاریخ ۲۳ مرداد ۱۳۸۷ اعتبار نامه وی تأیید شد. او برای مجلس نهم رد صلاحیت و برای مجلس دهم تأیید صلاحیت شد.

### نقش ویژه مسعود پزشکیان در تأیید اعتبار نامه خدادادی
روزنامه قانون در گزارشی پس از انتشار خبر مرگ زهرا نوید پور به نقش و فعالیت گسترده مسعود پزشکیان در تأیید اعتبار نامه سلمان خدادادی در مجلس هشتم پرداخت و نوشت: «فاطمه آلیا، نماینده مردم تهران در مجلس هشتم در گفت‌وگو با همشهری با اشاره به ادعاهای پیش‌آمده برای خدادادی که هم‌اکنون رئیس کمیسیون اجتماعی مجلس است، پیشنهاد داد رئیس مجلس، هیئت نظارت بررفتار نمایندگان را مأمور رسیدگی به این ادعاها کند. وی با اشاره به بررسی اعتبارنامه نماینده ملکان در مجلس هشتم گفت: «رای‌گیری در جلسه غیرعنلی سرانجام منجر به تصویب اعتبارنامه او شد و آقای مسعود پزشکیان با اشاره به مبانی خودشان (عدم‌محکومیت قطعی برای آن فرد) تأکید کردند که این اعتبارنامه باید تصویب شود. مسعود پزشکیان که در مجلس هشتم با نطق او، اعتبارنامه سلمان خدادادی تصویب شده هم‌اکنون رئیس هیئت نظارت بر رفتار نمایندگان نیز است.» قانون در ادامه گزارش خود نوشته است: «پزشکیان که در مجلس حضور دارد، باید با پیگیری این ادعا در هیئت نظارت بر رفتار نمایندگان، این ننگ را پاک کند زیرا در افکارعمومی پرسشگر هستند و منتظر می‌مانند تا این پرونده خاتمه یابد و این‌گونه نیمه باز حاشیه‌هایی برای نظام ایجاد خواهد کرد که دشمنان از آن به خوبی استفاده می‌کنند و این به صلاح کشور نیست.» فاطمه آلیا دیگر نماینده زن مجلس که مخالف اعتبار نامه سلمان خدادادی و پیگیر پرونده بوده است به سایت رجا نیوز می‌گوید: ««آن روز در جلسه غیر علنی، افرادی هم از ایشان (خدادادی) حمایت کردند. در واقع کسی از ایشان حمایت و به شدت دفاع کرد که اکنون رئیس هیئت نظارت بر نمانیدگان است (اشاره به پزشکیان) و اکنون با این مسائلی که اخیراً پیش آمده است، این بوته آزمایش برای ایشان است که آیا در برخورد با این موضوع، هنوز قبیله گرایی سیاسی برایش در اولویت است یا حفظ آبروی مجلس و نظام برای ایشان اهمیت دارد.به هر حال در آن جلسه یکی از نمایندگان اصلاح‌طلب مجلس… در دفاع از آقای خدادادی شروع به شعر خواندن کرد. حتی آن شعر معروف «کاین جلوه در محراب و منبر می‌کنند، چون به خلوت می‌روند آن کار دیگر می‌کنند» را خواندند و به نوعی ما را که پیگیر پرونده بودیم را به دو رویی متهم کردند. در آن جلسه با چنین اقداماتی، احساسات نمایندگان تحریک شد و غیر از حدود هفتاد نفر از نمایندگان که به اعتبارنامه آقای خدادادی رای ندادند، و اکثریت نمایندگان به اعتبارنامه ایشان رای دادند و از همین رو مرداد ماه همان سال، اعتبارنامه این نماینده تأیید شد و آقای خدادادی به کارهای نمایندگی خودشان ادامه دادند.»

پزشکیان ادعای حمایت از خدادادی در مجلس هشتم را رد کرده بود  و  در دفاع از خود گفته بود: « .. اگر حواشی ایجاد شده در مورد سلمان خدادادی آشکار شود، غیرقابل گذشت است اما اگر چنین موضوعی صحت نداشته باشد، اقدام عاملان شایعه نیز غیرقابل گذشت خواهد بود و باید با افرادی که به راحتی چنین ادبیات و رفتارهایی را در جامعه اشاعه می‌دهند با قاطعیت برخورد کرد .»

## فایل صوتی
در آبان ۱۳۹۷ تصاویری در تلویزیون گوناز تی‌وی جمهوری آذربایجان پخش شد که منتسب به زهرا نویدپور بود. زهرا نویدپور با انتشار چند فایل صوتی و مصاحبه‌ای با تلویزیونی متعلق به جمهوری آذربایجان مدعی شده بود سال ۹۳ در پی درخواست استخدام از سوی سلمان خدادادی، نماینده مردم ملکان در مجلس شورای اسلامی، مورد تجاوز جنسی قرار گرفته است.
خبرگزاری هرانا در تیر ۱۳۹۷ یک فایل صوتی منتشر کرد که گفته می‌شد صدای این نمایندهٔ مجلس است. در این فایل مکالمهٔ میان یک زن و یک مرد ضبط شده بود و مرد، مخاطب را با الفاظ تحقیرکننده، تهدید و تطمیع می‌کرد. هرانا مدعی است که اسنادی را دریافت کرده است که این نماینده مجلس به تازگی از سوی تعداد دیگری از دختران به تجاوز، آزار جنسی و سوءاستفاده از موقعیت متهم شده است.
نویدپور در ویدئویی منتسب به او دربارهٔ این اتهام گفته بود: «برای استخدام به دفتر نماینده مجلس رفته بوده و بعد از رد کردن پیشنهاد رابطه با زور مورد تجاوز قرار گرفته است.» او همچنین عنوان کرده که بعد از «تجاوز دائماً خود و خانواده‌اش تهدید به مرگ شدند.» این زن اهل ملکان، همچنین در این ویدئو گفته است که «پس از انتشار این خبر از شورای نگهبان با او تماس گرفته و گفته‌اند شکایت کند و از او حمایت می‌کنند. بعد از آن وزارت اطلاعات و اطلاعات سپاه بازجویی اش کردند و مدارک را از او گرفتند و کسی حمایت نکرد.»

## پیگیری قضایی
در مصاحبه تلویزیونی نویدپور گفته بود که در خرداد ۹۷ به هیئت نظارت بر عملکرد نمایندگان مجلس، شورای نگهبان و سپس به دادگاه ملکان از خدادادی شکایت کرده بود.
گفته می‌شود علیرغم پیگیری‌های قضایی نویدپور و نیز پیگیری‌های حقوقی اعلمی از طریق چند تن از نمایندگان مجلس، پرونده این شکایت همچنان بی‌نتیجه مانده است. نویدپور همچنین در شبکه‌های اجتماعی اعلام کرده بود توسط افراد ناشناس و اطرافیان خدادادی، بارها به «اسیدپاشی» و «مرگ» تهدید شده و این موضوع را به دادگاه هم اطلاع داده بود.
در نامه‌ای دست‌نویس که هرانا آن را منتشر کرده و مدعی است آن را زهرا نویدپور خطاب به قاضی پرونده خود نوشته است، نویسنده ادعا کرده است که تهدیدها علیه او به صورت شبانه‌روزی توسط عوامل مشکوکی تشدید شده و تقاضای «تأمین امنیت جانی» کرده است. بر روی نامه تاریخ ۲۶ مهر ۱۳۹۷ درج شده است.
نویدپور در گزارش تلویزیونی مدعی شده بود سلمان خدادادی در جلسه دوم دادگاه تهران اتهام خود را پذیرفته است و قاضی برای او قرار وثیقه ۲۰۰ میلیون تومانی صادر کرده است. او همچنین گفته بود، قاضی پرونده قول صدور رای قریب‌الوقوع را داده است. همچنین گزارش شده است که در ۵ آذر ۹۷، زهرا نویدپور از ارسال پرونده از تبریز به تهران خبر داده و از «وقت‌کشی» در بررسی به شکایتش اعلام نارضایتی کرده بود.

## مرگ
جسم بی‌جان زهرا نویدپور، روز یکشنبه ۱۶ دی ۹۷ در منزل مادرش در شهر ملکان در آذربایجان شرقی پیدا شد. این دختر ۲۸ ساله در حالی به بیمارستان فارابی منتقل شده که علائم حیاتی در بدن وی نبوده است.

## علت مرگ
با این‌که گفته‌ها حاکی از آن است که این زن ۲۸ ساله با «خودکشی» به زندگی خود پایان داده است اما یک وکیل دادگستری که به این زن مشاوره حقوقی می‌داده در گفت‌وگویی با دویچه‌وله در مورد مرگ طبیعی یا خودکشی این زن ابراز تردید کرده است.
با این وجود دادستانی شهرستان ملکان دو روز بعد از انتشار خبر مرگ زهرا نویدپور بیانیه داد و اعلام کرد علت مرگ او «در ظاهر» خودکشی بوده است. مهدی علیمرادی در گفتگو با خبرگزاری مهر گفته بود: «دو روز قبل دختر جوانی به نام زهرا نویدپور در ملکان خودکشی کرده و این موضوع محرز شده است. در ظاهر خودکشی صورت گرفته و برای مشخص شدن جزئیات و دلایل این موضوع جسد متوفی به پزشکی قانونی اعزام شده تا بررسی‌های دقیق و علمی روی جسد متوفی انجام شود».

## واکنش متهم
سلمان خدادادی به این خبر واکنشی نشان نداده است. این نمایندهٔ مجلس در گفتگو با رویداد۲۴ گفته است که در میدان ولیعصر (محلی که نویدپور به عنوان دفتر کار خدادادی نام برده بود) دفتری ندارد.

## حکم دادگاه
در ۲۲ اسفند ۱۳۹۷، سایت خبری رکنا اعلام کرد خدادادی برای پرونده خانم نویدپور با اتهام «رابطه نامشروع» به ۲ سال انفصال از خدمت و تبعید و ۹۹ ضربه شلاق از سوی شعبه ۵ دادگاه کیفری استان تهران محکوم شده است. این حکم قطعی نبوده و در صورت اعتراض طرفین پرونده در دادگاه تجدید نظر بررسی مجدد خواهد شد. در این گزارش، قاضی بر اساس مدارک موجود در پرونده، متهم را از تجاوز مبری دانسته اما اتهام رابطه نامشروع را پذیرفته بود. با این وجود روز بعد از انتشار این خبر، دبیر سرویس پارلمان خبرگزاری فارس در توییتر خود نوشت: «تا این لحظه هیچ منبع معتبری حاضر به تأیید این خبر نشده و پیگیری‌های بنده تاکنون از قوه مقننه از رد چنین محکومیتی حکایت دارد.»

## حواشی و بازتاب‌ها
در فروردین ۱۳۹۸ فیلمی منتسب به مادر زهرا نویدپور منتشر شد که در آن خطاب به سیدابراهیم رییسی، رئیس قوه قضاییه، می‌گوید: «زیر فشار هستیم و نمی‌گذارند تکان بخوریم. هیچ‌کس به درد ما رسیدگی نمی‌کند. نه عریضه‌نویسان عریضه می‌نویسند برایمان و نه وکیل‌ها به حرف‌هایمان گوش می‌دهند. آدم‌های سلمان خدادادی اجازه هیچ‌کاری را نمی‌دهند. به درد ما رسیدگی کنید.»
اکبر اعلمی در تلگرام خود از سکوت مطبوعات داخل ایران و مسئولان و نمایندگان مجلس در مقابل شکایت خانم نویدپور ابراز تاسف می‌کند و می‌نویسد: «از سنگ صدا درآمد اما از مطبوعات و اشخاص مسئول و نمایندگان مجلس صدا و کاری برنیامد تا لااقل در دفاع از متهم یا همکار خود به افکار عمومی اعلام کنند که ادعای قربانی جنسی دروغ محض است و واقعیت ندارد.»
مسعود اخترانی تهرانی، وکیل دادگستری مقیم اتریش، که مدعی است به نویدپور به صورت تلفنی مشاوره حقوقی می‌داده است در گفت‌وگویی به دویچه‌وله فارسی می‌گوید در فایل صوتی منتسب به سلمان خدادادی که توسط خبرگزاری هرانا منتشر شده و به زبان ترکی گویش شده است، تمامی گفتگوهای ترکی به فارسی ترجمه نشده و گویش‌ور مرد به تجاوز اذعان نکرده و می‌گوید: «خودت با رضایت با من ارتباط جنسی برقرار کردی، می‌خواستی نکنی!»
این سکوت خبری در حالی است که گفته می‌شود نویدپور پیش از مرگ، وضعیت خود را به جمعی از نمایندگان مجلس از جمله علی لاریجانی، علی مطهری و همچنین حراست مجلس شورای اسلامی، اطلاعات سپاه ملکان و … اطلاع داده بود.